# Raveniola kirgizica
Espèce
Raveniola kirgizica est une espèce d'araignées mygalomorphes de la famille des Nemesiidae.

## Distribution
Cette espèce est endémique de la province d'Och au Kirghizistan,. Elle se rencontre dans les monts Alaï.

## Description
Le mâle holotype mesure 12,50 mm et la femelle paratype 17,60 mm.

## Systématique et taxinomie
Cette espèce a été décrite par Zonstein en 2024.

## Étymologie
Son nom d'espèce lui a été donné en référence au lieu de sa découverte, le Kirghizistan.

## Publication originale
- Zonstein, 2024 : « A revision of the spider genus Raveniola (Araneae, Nemesiidae). II. Species from Central Asia. » European Journal of Taxonomy, vol. 967, p. 1-185 (texte intégral).